# ФК Кабел
Фудбалски клуб Кабел је српски фудбалски клуб из Новог Сада. Тренутно се такмичи у Првој лиги Србије, другом такмичарском нивоу српског фудбала.

## Историјат[2]

### Међуратни период
Основан је 1932. као клуб радника Новосадске фабрике кабела. Уз помоћ радника фабрике купљена је опрема и направљено је прво игралиште које се налазило код некадашњег Кулпина. На стадиону је направљена мала зграда и којој су се налазиле свлачионице и стан за домара. До Другог светског рата председник је био Јован Курц, а други човек клуба био је Илија Бухајмер који је становао на игралишту и био домар, играч и тренер.
Предратни период карактеристичан је по томе што акценат није био на такмичарским резултатима и успесима већ на окупљању и разоноди. Клуб је све до почетка Другог светског рата био у најнижем рангу, Новосадској лиги, која је бројала 8 до 10 клубова.

### Након Другог светског рата
За време Другог светског рата клуб је био на прагу Мађарске лиге, али је након прве утакмице одустао и престао са радом. После завршетка Другог светског рата, 1945. године, поново је формиран клуб радника са предратним именом. У току 1947. године клубу је промењено име у Металац, али је оно било у употреби само неколико месеци и враћено му је старо име које користи и данас.
Организованији рад почиње 1952. године, када управа ангажује Ратомира Валока, тадашњег тренера подмлатка ФК Војводина. У клуб прелази скоро цео подмладак Војводине и тада почиње да се поклања већа пажња подмлатку. Тај период је карактеристичан по томе што се у року од две године прелазе два степена. Најистакнутији играчи из тог периода били су Кристовић (центархалф) и Јоцков (центарфор). Јоцков је у току првенства постигао 40 голова.
Кабел је 1975. године освојио титулу првака Новосадске лиге и стекао право да се бори у квалификацијама за место у Војвођанској лиги. Противник им је било Јединство из Старе Пазове. У првој утакмици у Новом Саду је било 2 : 2, а у реваншу 1 : 1. Након бољег извођења пенала победио је Кабел са 4 : 2 и први пут се пласирао у Војвођанску лигу.
Клуб био друголигаш у сезони 1987/88. и у периоду 1999—2002. Освајањем првог места у Српској лиги Војводина у сезони 2018/19. поновио је највећи успех и пласирао се у други степен такмичења, који се данас назива Прва лига Србије. У Првој лиги је провео три сезоне, а највећи успех је постигао у сезони 2020/21. када је освојио 3. место. Следеће сезоне је освојио последње 16. место и испао у Српску лигу Војводине. Након три сезоне у Српској лиги Војводине, поново се пласирао у Прву лигу, освајањем првог места у сезони 2024/25.

## Новији резултати
| Сезона   | Ранг | Лига                    | Позиција | ИГ | Д  | Н  | П  | ГД | ГП | ГР  | Бод      | Куп                  |
| -------- | ---- | ----------------------- | -------- | -- | -- | -- | -- | -- | -- | --- | -------- | -------------------- |
| 2010/11. | 5    | Новосадска лига         | 2.       | 30 | 18 | 7  | 5  | 50 | 26 | +24 | 61       | Није се квалификовао |
| 2011/12. | 5    | Новосадска лига         | 3.       | 28 | 15 | 3  | 10 | 51 | 34 | +17 | 48       | Није се квалификовао |
| 2012/13. | 5    | Новосадска лига         | 2.       | 30 | 14 | 8  | 8  | 53 | 29 | +24 | 50       | Није се квалификовао |
| 2013/14. | 5    | Новосадска лига         | 2.       | 30 | 21 | 5  | 4  | 63 | 24 | +39 | 68       | Није се квалификовао |
| 2014/15. | 4    | Новосадско-сремска зона | 11.      | 30 | 11 | 6  | 13 | 39 | 32 | +7  | 39       | Није се квалификовао |
| 2015/16. | 4    | Новосадско-сремска зона | 7.       | 30 | 11 | 10 | 9  | 50 | 43 | +7  | 43       | Није се квалификовао |
| 2016/17. | 4    | Војвођанска лига Југ    | 2.       | 30 | 18 | 6  | 6  | 54 | 28 | +26 | 60       | Није се квалификовао |
| 2017/18. | 4    | Војвођанска лига Југ    | 1.       | 30 | 21 | 6  | 3  | 58 | 27 | +31 | 69       | Није се квалификовао |
| 2018/19. | 3    | Српска лига Војводина   | 1.       | 29 | 24 | 2  | 3  | 71 | 20 | +51 | 74       | Није се квалификовао |
| 2019/20. | 2    | Прва лига Србије        | 7.       | 30 | 14 | 10 | 6  | 31 | 20 | +11 | 42 (-10) | Није се квалификовао |
| 2020/21. | 2    | Прва лига Србије        | 3.       | 34 | 18 | 11 | 5  | 41 | 18 | +23 | 65       | Шеснаестина финала   |
| 2021/22. | 2    | Прва лига Србије        | 16.      | 37 | 2  | 7  | 28 | 15 | 89 | -74 | 13       | Претколо             |
| 2022/23. | 3    | Српска лига Војводина   | 9.       | 28 | 7  | 8  | 13 | 25 | 35 | -10 | 29       | Шеснаестина финала   |
| 2023/24. | 3    | Српска лига Војводина   | 8.       | 30 | 11 | 11 | 8  | 46 | 37 | +9  | 44       | Није се квалификовао |
| 2024/25. | 3    | Српска лига Војводина   | 1.       | 30 | 16 | 8  | 6  | 60 | 19 | +41 | 56       | Није се квалификовао |